# Hedwig Kohn
Hedwig Kohn (Breslau, 5 de abril de 1887 – Durham, 26 de março de 1964) foi uma física germano-americana, uma das três únicas mulheres a obter a habilitação (a qualificação para o ensino universitário) em física na Alemanha antes da Segunda Guerra Mundial. Ela foi forçada a deixar a Alemanha durante o regime nazista devido à sua herança judaica. Ela continuou sua carreira acadêmica depois de se estabelecer nos Estados Unidos pelo resto de sua vida.
Nascida em Breslau (atual Breslávia, Polônia), Kohn era filha de Georg Kohn, um comerciante atacadista de tecidos finos, e Helene Hancke, membro de uma família abastada.
Em 1907, Kohn tornou-se a segunda mulher a entrar no departamento de física da Universidade de Breslau (Universität Breslau, agora Universidade de Wroclaw). Ela obteve seu doutorado em física sob Otto Lummer em 1913 e logo foi nomeada sua assistente. Ela permaneceu no Instituto de Física da universidade durante a Primeira Guerra Mundial e obteve sua habilitação em 1930.